# Escudo de Auckland
El escudo de la ciudad de Auckland fue concedido el 23 de octubre de 1911, reinando sobre el Dominio de Nueva Zelanda el rey Jorge V del Reino Unido.
Consiste en un escudo con su campo de plata (blanco) en el que se muestra un buque de vela contornado (que mira a la izquierda del escudo) y en sus colores sobre un mar de plata y de azur (color azul). El buque simboliza la importancia que tiene la navegación para la ciudad de Auckland y su condición de puerto marítimo. El escudo propiamente dicho está aumentado de un jefe (la división que ocupa la tercera parte superior) partido (dividido verticalmente en dos partes). En la primera división, de azur, una cornucopia de oro (amarilla) como emblema de la riqueza del territorio de Auckland y de su agricultura. En la segunda, de gules (roja), una pala y un pico de plata encabados de oro (con mangos amarillos) y puestos en sotuer (colocados en aspa). El pico y la pala recuerdan la actividad minera que se desarrolló en la región.
Por soportes, las figuras de dos kiwis en sus colores, un pequeño género de aves endémico de Nueva Zelanda. Al timbre un yelmo de perfil en su color, adornado de lambrequines de azur y de plata, los lambrequines cargados en sus extremos de borlas de oro. El yelmo está sumado de una corona mural de oro, ella también sumada de una planta en flor de lino nativo en sus colores. El lino nativo en flor es la cimera de la ciudad de Auckland. En el escudo también se muestra el lema de la ciudad "Advance", que en inglés significa "Progreso". El lema aparece escrito en una cinta de plata y de sable (negro heráldico) con letras de gules.